# 角間隆
角間 隆（かくま・たかし、1936年9月27日 - 2008年5月14日）は、日本のジャーナリスト、ノンフィクション作家。国際ジャーナリスト養成IJCの代表。

## 略歴
大阪府大阪市に生まれ、石川県金沢市で育つ。東京大学教育学部教育行政学科卒業後、NHKに入局しプロデューサー・ディレクターとしてドキュメンタリー制作などに携わり、1964年から2年間コロンビア大学に留学しメディア論を専攻。
1980年にNHKを退社しジャーナリストとして独立、以降アメリカ合衆国ニューヨークを本拠地として活動を続けている。

## 著書
- 『マス・ヒステリーの研究―民衆の踊らせ方の法則』 - 2001年8月〔ISBN 4047040479〕
- 『平和への闘い』 - 1995年5月 〔ISBN 4324036632〕
- 『赤い雪―総括・連合赤軍事件』 - 2004年2月 〔ISBN 479749252X〕
- 『ヒラリーが大統領になる日―スキャンダルとアメリカ国民の政治意識』 - 2001年3月 〔ISBN 4094036954〕
- 『タイムは語る―時代を動かす生きた英語表現集』 - 1985年2月 〔ISBN 4900105120〕
- 『カルチャー・ウォーズ―生き残りのための「文化戦略」』 - 1985年3月 〔ISBN 4924664049〕
- 『「新官僚」の時代』 - 1979年9月
- 『世界技術戦争最前線〈part 3〉日本がアメリカを超える日!?』 - 1983年7月
- 『ニューベンチャーの旗手たち』 - 1985年7月 〔ISBN 4924664073〕
- 『世紀末の死闘―日本列島「漂流」の危機』 - 1982年12月
- 『ワールドバンクへの離陸―住友銀行の華麗なる挑戦』 - 1980年6月
- 『冥土からの使者』 - 1980年8月
- 『ドキュメント日本の支配階級〈財界編〉』 - 1981年2月
- 『恐るべきアメリカ―おしよせる新しい波』 - 1982年9月
- 『大統領の知らないアラブ油田占領作戦進行中』 - 1979年12月
- 『ドキュメント日本の教育〈part 2〉教育革命の時代』 - 1980年3月
- 『ドキュメント日本の教育〈part 1〉戦後三十五年の光と陰』 - 1980年1月
- 『赤い雪―総括・連合赤軍事件 ドキュメント』 - 1980年2月
- 『ドキュメント日本の支配階級〈財界編 part 2〉』 - 1981年4月
- 『国税庁調査査察部―ドキュメント』 - 1979年12月
- 『ドキュメント日商岩井―巨大エスタブリッシュメントへの生贄』 - 1979年6月
- 『これがテレビだ―TVに映らないTVの話』 - 1978年6月
- 『対日陰謀―恐怖の白色経済包囲網』 - 1978年3月
- 『テレビは魔物か』 - 1977年4月
- 『アメリカを読む事典〈part 1(政治篇)〉超大国を動かす論理と機構―ビジネスマン必携』 - 1982年9月
- 『世界技術戦争最前線―強いアメリカ挑むニッポン』 - 1981年10月
- 『ドキュメント日本の支配階級〈労働界篇〉労働組合』 - 1981年6月
- 『成功する地方自治―岐阜「夢おこし県政」の現場から・21世紀論点シリーズ〈10〉』 - 2000年9月 〔ISBN 4094040080〕
- 『燃えるアメリカ―「神話」に挑戦する若者たち』 - 1971年
- 『裁判官・検察官・弁護士―日本の司法』 - 1977年6月
- 『恐怖の隣人クレムリンの野望』 - 1977年9月
- 『金大中大統領―民族の誇り、指導者の資質』 - 2000年2月 〔ISBN 409403692X〕
- 『CIA謀略の全貌』 - 1976年
- 『円への警告』 - 1992年3月 〔ISBN 4087830543〕
- 『信者一億人 法輪功の正体―最高指導者・李洪志直撃インタビュー』 - 1999年10月 〔ISBN 4094036911〕
- 『ハイテク仕掛人―明日を拓く男たち』 - 1986年1月 〔ISBN 4324002258〕
- 『日産ゴーン「成算ありやなしや」―ポスト日本式経営の実験』 - 2000年4月 〔ISBN 4094036938〕
- 『李登輝―新台湾人の誕生』 - 2000年8月 〔ISBN 4094036946〕
- 『ビンラディン対アメリカ報復の連鎖―ドキュメント・ノベル+用語解説』 - 2001年10月 〔ISBN 4094036962〕
- 『サダム・フセインの断末魔』 - 2003年4月 〔ISBN 4094036970〕
- 『鳴動譚―矢田富雄伝』 - 1989年1月 〔ISBN 4890100776〕
- 『燃えるアメリカ―神話に挑戦する若者たち』 - 1971年1月 〔ISBN 4121002539〕
- 『ブッシュ発世界同時恐慌―日本を道連れにするアメリカ経済「腐敗の構図」』 - 2002年10月 〔ISBN 4198615926〕
- 『地方よ、アクティブに甦れ!』 - 1990年8月 〔ISBN 4324023670〕
- 『燃やせ、心に火をつけろ!』 - 1987年5月 〔ISBN 4324007799〕
- 『知恵を出せ、汗をかけ!』 - 1986年10月 〔ISBN 4324005761〕
- 『明日に向かって飛翔せよ!』 - 1988年01 〔ISBN 4324010633〕
- 『ハイタッチ仕掛人―21世紀のクリエイターたち』 - 1987年7月 〔ISBN 4324008442〕
- 『浩然之気―企業は「人」で勝負する』 - 1987年6月 〔ISBN 4324008590〕
- 『小さな町の大きな挑戦―陽が昇った島』 - 1994年7月 〔ISBN 4324041717〕
- 『閉塞感を打ち破れ!』 - 1988年8月 〔ISBN 4324013586〕
- 『ザ・コンドミニアム―アイランドホームズのハワイ不動産投資・レジャー大作戦』 - 1988年1月 〔ISBN 4324014205〕
- 『未踏の大地を切り拓け!』 - 1988年10月 〔ISBN 4324014523〕
- 『地方人よ、先手を打て!』 - 1989年10月 〔ISBN 4324018987〕
- 『夢おこし奮戦記―梶原拓岐阜県知事就任の1000日』 - 1992年8月 〔ISBN 4324033323〕
- 『ワープロ仕事術―知的生産マシンをフル活用する体験ノウハウ』 - 1987年4月 〔ISBN 4341020986〕
- 『フロンティアランナー―岐阜「夢おこし県政」の発想と戦略』 - 1996年 〔ISBN 4324049335〕
- 『世紀末病―この不安・混乱をおさめる救世主は、いつ現れるか』 - 1995年5月 〔ISBN 4341016644〕
- 『大震災とたたかう男―兵庫県知事・貝原俊民の挑戦』 - 1998年6月 〔ISBN 4324054711〕
- 『三菱の情報戦略―情報通信革命に挑戦する』 - 1986年1月 〔ISBN 4478240256〕
- 『ウォークマン活用術』 - 1987年2月 〔ISBN 4341020943〕
- 『スクラップ術―頭とハサミを上手に使う情報整理学』 - 1987年6月 〔ISBN 4341021028〕
- 『環日本海企業の挑戦―大アジア時代を先取りした成功戦略』 - 1995年7月 〔ISBN 4341080687〕
- 『らつ腕ブッシュが世界を変える―激動する日米関係』 - 1989年3月 〔ISBN 4484892049〕
- 『「A」タイム―時間管理のスーパーテクニック』 - 1988年12月 〔ISBN 4484881179〕
- 『どう変わる「新電電」』 - 1985年3月 〔ISBN 4534010060〕
- 『ブッシュよ、またか―検証・大統領選挙と日本の運命』 - 2004年11月 〔ISBN 4797464828〕
- 『ユーザックの挑戦―日本一のオフコン物語』 - 1985年12月 〔ISBN 4534010869〕
- 『宇宙ビジネス最前線―どこで、どうやって、どんなビジネスが可能になるのか』 - 1986年5月 〔ISBN 4534011253〕
- 『知覚の断層(パーセプション・ギャップ)―ボタンのかけ違いが生む危険な日米関係』 - 1988年6月 〔ISBN 458418111X〕
- 『アメリカを読む事典 (3)』 - 1982年1月 〔ISBN 4569209300〕
- 『情報戦争―企業・国家は生き残れるか?!』 - 1983年1月 〔ISBN 4806311146〕
- 『現代先端用語事典―今日から明日へのことば』 - 1985年11月 〔ISBN 4827601151〕
- 『アメリカ崩壊―「世界恐慌」に日本はどう対処するか』 - 1988年2月 〔ISBN 4876202001〕
- 『クリントン大統領で日本はどうなる!?』 - 1992年11月 〔ISBN 4820392417〕
- 『インテリジェント仕事術』 - 1987年9月 〔ISBN 4870301636〕
- 『TimeからPlayboyまで アメリカ雑誌が一気に読める!―辞書ナシで速読できる三つの秘訣』 - 1985年9月 〔ISBN 4845402025〕
- 『ドキュメント ビジネス"冒険(ベンチヤー)"の時代―どんな企業が生き残れるか』 - 1984年1月 〔ISBN 4828401903〕
- 『英文ビジネス誌はこう読む』 - 1985年12月 〔ISBN 4875196032〕
- 『「新人類」学入門―第2BB(ベビーブーマー)世代の精神分析』 - 1987年1月 〔ISBN 4871720500〕
- 『ドキュメント起業家(アントレプレナー)』 - 1986年8月 〔ISBN 4871720470〕
- 『大叛乱―ドキュメント住友銀行VS関西相互銀行』 - 1979年1月
- 『Aタイム カセット版―時間管理のスーパーテクニック』 - 1989年9月 〔ISBN 4484896443〕
- 『霞ケ関の憂鬱―ドキュメント・通産省part 2』 - 1979年10月
- 『NTT情報事典―21世紀を拓く情報・通信革命!』 - 1985年5月 〔ISBN 4062020432〕
- 『ドキュメント日本の支配階級〈4〉関西財界』 - 1981年12月
- 『人事部長―企業は、こういう人材を求めている!』 - 1977年10月
- 『大蔵省銀行局―ドキュメント』 - 1979年1月
- 『21世紀への提言〈続〉』 - 1979年12月
- 『世界技術戦争最前線〈part 2〉アメリカの戦略に日本はどう対応すべきか』 - 1982年5月
- 『日本の司法 裁判官・検察官・弁護士』 - 1977年6月

### 訳書
- 『ジェニーン―ITT王国を築いた男 挑戦の経営』 - 1987年9月 〔ISBN 4195135052〕
- 『ワインバーガーの世界情勢の読み方』 - 1992年4月 〔ISBN 4324032297〕
- 『フリーメイソンの真実―世界史を変えてきた巨大組織の正体』 - 1995年6月 〔ISBN 4341080660〕